# Охорона (військова справа)
Охорона  — у військовій справі —багатозначний термін:
1. бойова охорона — вид бойового забезпечення, що організовується та здійснюється у воєнний та мирний час з метою приховування від противника складу сил власних військ і введення його в оману стосовно власних намірів та розташування своїх військ, споруд, вогневих позицій тощо. Залежно від характеру бойової діяльності висилається (виставляється) власно бойова охорона, похідна охорона і сторожова охорона. Крім того, у підрозділах організується безпосередня охорона.
2. охорона тилу — заходи, що проводяться з метою заборони раптового нападу наземного і повітряного противника на тилові об'єкти, а також дії з відбиття його ударів; складова частина комплексу заходів щодо забезпечення живучості тилу.
3. охорона водного району — комплекс активних дій і заходів, що ведуться в прибережних районах (прилеглих до пунктів базування свого флоту) з метою підтримати в них умови для безпечного плавання та стоянки кораблів.
4. конвой суден або охорона конвою — спеціальне формування бойових кораблів охорони, створюване для безпечного переходу морем з торгових і допоміжних суден. Забезпечує прикриття на час переходу транспортів від вихідного пункту до пункту призначення.